# Nicholas Bacon
Nicholas Bacon o Bacone (Chislehurst, 1509 – Londra, 1579) è stato un politico britannico.

## Biografia
Avvocato protestante (1533) d'Inghilterra, si adeguò poi alla cattolicissima Maria I Tudor.
Grazie a favori politici divenne Lord del sigillo privato (guardasigilli) e consigliere della regina Elisabetta I d'Inghilterra.
Convinto anglicano, lasciò consistente denaro alle scuole pubbliche.
Sposò in seconde nozze Anne Cooke, da cui ebbe i figli Anthony e Francis Bacon.